# Allotinus attacinus
Allotinus attacinus är en fjärilsart som beskrevs av Hans Fruhstorfer. Allotinus attacinus ingår i släktet Allotinus och familjen juvelvingar. Inga underarter finns listade i Catalogue of Life.